# Taku (Kiribati)
Taku ist ein Ort am Südende des Tabiteuea-Atolls in den zum Inselstaat Kiribati gehörenden Gilbertinseln im Pazifischen Ozean mit einer Landfläche von 0,31 km². Er gehört zum Distrikt South Tabiteuea. 2020 hatte der Ort 164 Einwohner.

## Geographie
Taku liegt auf dem Motu Umaia Ataei an der Südspitze von Tabiteuea. Im Ort gibt es ein traditionelles Versammlungshaus (Taku Maneaba) und eine Grundschule. Im Nordosten liegt Katabanga.

## Klima
Das Klima ist tropisch heiß, wird jedoch von ständig wehenden Winden gemäßigt. Ebenso wie die anderen Orte des Tabiteuea-Atolls wird Taku gelegentlich von Zyklonen heimgesucht.